# Movistar Open 2010
Il Movistar Open 2010 è stato un torneo di tennis giocato sulla terra rossa nella categoria ATP World Tour 250 series nell'ambito dell'ATP World Tour 2010. È stata la 17ª edizione del Movistar Open. Si è disputato a Santiago in Cile dal 1º al 7 febbraio 2010.

## Partecipanti

### Teste di serie
| Nazionalità | Atleta            | Ranking* | Testa di serie |
| ----------- | ----------------- | -------- | -------------- |
| Cile        | Fernando González | 11       | 1              |
| Argentina   | Juan Mónaco       | 33       | 2              |
| Brasile     | Thomaz Bellucci   | 35       | 3              |
| Uruguay     | Pablo Cuevas      | 48       | 4              |
| Argentina   | Horacio Zeballos  | 50       | 5              |
| Argentina   | José Acasuso      | 51       | 6              |
| Germania    | Simon Greul       | 61       | 7              |
| Italia      | Potito Starace    | 63       | 8              |

* Ranking al 18 gennaio 2010.

### Altri partecipanti
Giocatori che hanno ricevuto la wild card nel tabellone principale:
- Jorge Aguilar
- Hans Podlipnik-Castillo
- Cristobal Saavedra-Corvalan

Giocatori passati dalle qualificazioni:

- Juan Martín Aranguren
- David Marrero
- Rubén Ramírez Hidalgo
- João Souza

## Campioni

### Singolare
Thomaz Bellucci ha battuto in finale  Juan Mónaco con il punteggio di 6–2, 0–6, 6–4

### Doppio
Łukasz Kubot /  Oliver Marach hanno battuto in finale  Potito Starace /  Horacio Zeballos con il punteggio di 6–4, 6–0